# Nina Bawden
 (mars 2024).

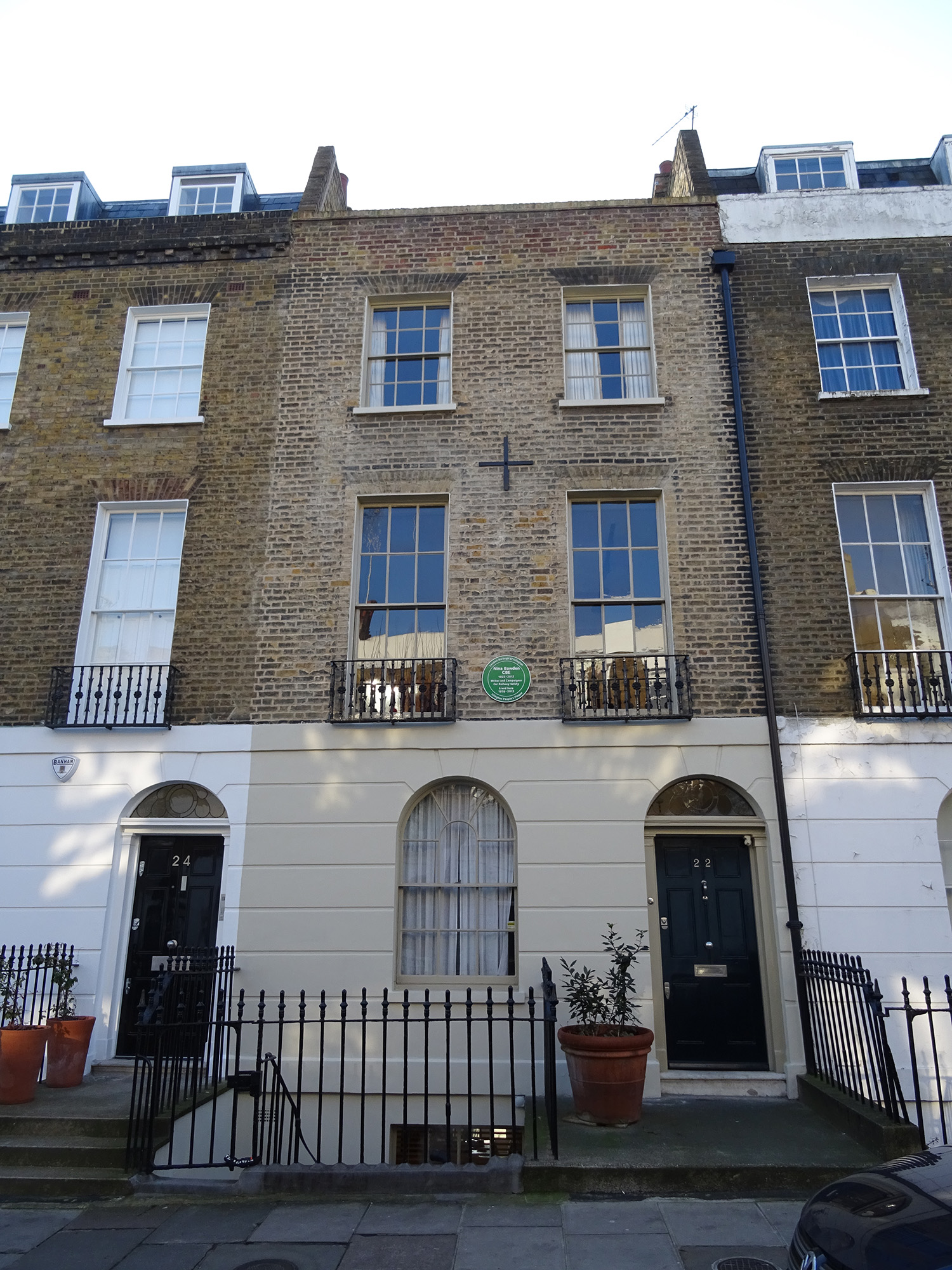
La maison d'Islington à Londres, où Nina Bawden vécut de 1976 à 2012.

Nina Bawden (CBE, RSL), née le 19 janvier 1925 à Ilford, dans le Borough londonien de Redbridge, en Angleterre, et morte le 22 août 2012 à Londres, est une femme de lettres britannique, auteure de littérature d'enfance et de jeunesse et de roman policier.

## Biographie
Pendant la Seconde Guerre mondiale, elle est évacuée au Pays de Galles. Elle fait des études au Somerville College de l'Université d'Oxford où elle obtient un diplôme en philosophie, politique et économie.
Elle commence sa carrière littéraire en 1953 dans le genre roman policier avec Qui mène le jeu ? (Who Calls the Tune). Après six romans dans ce genre, elle consacre son activité d'écriture à la littérature d'enfance et de jeunesse. Deux de ses romans sont récompensés de prix littéraires britanniques, Un petit cochon de poche (The Peppermint Pig) en 1976 avec le Guardian Children's Fiction Prize (en) et en 1993 La Guerre de Fanny (Carrie's War (en)) avec le Phoenix Award (en). Ce dernier roman s'inspire de son expérience personnelle pendant la Seconde Guerre mondiale. Plusieurs de ses romans pour la jeunesse sont adaptés dans différentes séries télévisées britanniques.
Nina Bawden est commandeur de l'ordre de l'Empire britannique, membre de la Royal Society of Literature et à partir de 1969 juge de paix dans le Surrey.
En 2002, elle est gravement blessée dans l'accident ferroviaire de Potters Bar (en) au cours duquel son mari Austen Kark (en) décède.

## Œuvre

### Romans de littérature d'enfance et de jeunesse

#### Série Plato Jones
- The Real Plato Jones (1993)
- The Outside Child (1989) Publié en français sous le titre L'Enfant transparent, Paris, Hachette, Le Livre de poche Jeunesse no 421, 1991  (ISBN 2-01-016505-5)

#### Autres romans de littérature d’enfance et de jeunesse
- Glass Slippers Always Pinch (1960)
- Just Like a Lady (1960)
- In Honour Bound (1961)
- The Secret Passage (1963)
- Tortoise by Candlelight (1963)
- On the Run (en) (1964) (autre titre Three on the Run)
- Under the Skin (1964)
- A Little Love a Little Learning (1966)
- The White Horse Gang (1966)
- The Witch's Daughter (en) (1966)
- A Handful of Thieves (1967) Publié en français sous le titre Cinq voleurs à la manque, Paris, Nathan, coll. « Arc-en-poche-deux », 1981  (ISBN 2-09-283408-8)
- A Woman of My Age (1967)
- A Grain of Truth (1968)
- The Runaway Summer (1969) Publié en français sous le titre Mary et le Clandestin, Paris, L'École des loisirs, coll. « Neuf », 1990  (ISBN 2-211-04603-7) ; réédition, Paris, L'École des loisirs, coll. « Neuf en poche », 1991  (ISBN 2-211-03915-4)
- Squib (1971)
- The Birds on the Trees (en) (1972)
- Anna Apparent (1972)
- Carrie's War (1973) Publié en français sous le titre La Guerre de Fanny (en), Paris, L'École des loisirs, coll. « Neuf », 1991  (ISBN 2-211-04900-1) ; réédition, Paris, L'École des loisirs, coll. « Neuf en poche », 1992  (ISBN 2-211-03730-5)
- George Beneath a Paper Moon (1974)
- The Peppermint Pig (1975) Publié en français sous le titre Un petit cochon de poche, Paris, L'École des loisirs, coll. « Neuf », 1990  (ISBN 2-211-04802-1) ; réédition, Paris, L'École des loisirs, coll. « Neuf en poche », 1991  (ISBN 2-211-038-00-X) ; réédition, Paris, L'École des loisirs, coll. « Neuf en poche », 1994  (ISBN 2-211-02093-3)
- Afternoon of a Good Woman (1976)
- Rebel on a Rock (1978)
- Familiar Passions (1979)
- The Robbers (1979)
- Walking Naked (1981)
- William Tell (1981)
- Kept in the Dark (1982)
- The Ice House (1983)
- The Finding (1985) Publié en français sous le titre On m'a trouvé, Paris, Éditions Stock, coll. « Bel oranger », 1986  (ISBN 2-234-01974-5)
- On the Edge (1985)
- Princess Alice (1986)
- Circles of Deceit (1987)
- Henry (1988)
- Keeping Henry (1988) Publié en français sous le titre Il faut garder Henry, Paris, Gallimard Jeunesse, coll. « Lecture junior » no 12, 1992  (ISBN 2-07-055111-3)
- Family Money (1991)
- The House of Secrets (1992)
- Humbug (1992) Publié en français sous le titre Les Bonbons magiques, Paris, L'École des loisirs, coll. « Neuf », 1993  (ISBN 2-211-01356-2) ; réédition, Paris, L'École des loisirs coll. « Neuf en poche », 1994  (ISBN 2-211-01913-7)
- Granny the Pag (1995)
- Welcome to Tangier (1996)
- A Nice Change (1997)
- Off the Road (1998)
- Ruffian on the Stair (2001)

### Romans policiers
- Who Calls the Tune (1953) (autre titre Eyes of Green) Publié en français sous le titre Qui mène le jeu ?, Paris, Plon, coll. « Le Ruban noir » no 7, 1954
- The Odd Flamingo (1954)
- Change Here for Babylon (1955)
- The Solitary Child (1956)
- Devil By the Sea (1957)

### Ouvrage illustré
- Saint Francis of Assisi (1983)

### Autres publications
- My Own Time: Almost an Autobiography (1994)
- Dear Austen (2005)

## Filmographie

### Adaptations au cinéma
- 1958 : The Solitary Child, film britannique réalisé par Gerald Thomas, adaptation du roman éponyme, avec Philip Friend et Barbara Shelley
- 1968 : On the Run, film britannique réalisé par Pat Jackson, adaptation du roman éponyme, avec Dennis Conoley

### Adaptations à la télévision
- 1967 à 1971 : 20 épisodes de la série télévisée britannique Jackanory (en), adaptations de A Handful of Thieves, The Witch's Daughter, The Runaway Summer et de The Secret Passage
- 1969 : A Handful of Thieves, mini-série télévisée britannique, adaptation du roman éponyme
- 1971 : 5 épisodes de la mini-série télévisée britannique The Witch's Daughter, adaptation du roman éponyme
- 1971 : 4 épisodes de la mini-série télévisée britannique The Runaway Summer, adaptation du roman éponyme
- 1974 : 5 épisodes de la série télévisée britannique Carrie's War (en), adaptation du roman éponyme
- 1977 : 5 épisodes de la série télévisée britannique The Peppermint Pig, adaptation du roman éponyme
- 1987 : The Finding, téléfilm britannique réalisé par Carol Wiseman, adaptation du roman éponyme
- 1990 : Circles of Deceit, épisode de la série télévisée britannique Screen Two (en) réalisé par Stuart Burge, adaptation du roman éponyme
- 1996 : The Witch's Daughter, téléfilm britannique réalisé par Alan Macmillan (en), adaptation du roman éponyme
- 2004 : Carrie's War, téléfilm britannique réalisé par Coky Giedroyc, adaptation du roman éponyme

### Histoire originale pour la télévision
- 1997 : 1 épisode de la série télévisée britannique Family Money

## Sources
: document utilisé comme source pour la rédaction de cet article.
- Claude Mesplède (dir.), Dictionnaire des littératures policières, vol. 1 : A - I, Nantes, Joseph K, coll. « Temps noir », 2007, 1054 p. (ISBN 978-2-910-68644-4, OCLC 315873251), p. 179